# Río Portillo (San José)
El río Portillo o río del Portillo, es un curso natural de agua de la Región del Libertador General Bernardo O'Higgins que nace en la cordillera de los Andes y fluye en dirección general suroeste hasta desembocar en el Río San José (Azufre) en la cuenca del río Rapel.

## Trayecto
El río Portillo drena las sierras del Brujo y de los Punzones y el nudo orográfico del Alto de los arrieros y desemboca en el río San José (Azufre).: 357 

## Historia
Luis Risopatrón lo describe así en su Diccionario Jeográfico de Chile (1924) sobre el río :: 59 
Portillo (Rio del). Afluye del N al de El Azufre, del Tinguiririca; por su cajón sube un mal sendero, que alcanza al portezuelo de Los Punzones i al rio de Los Cipreses, del Cachapoal, transitable solamente en años secos. 61. xx, p. 37; 134; i 156; i cajón en 119, p. 71 i 76.